# Jurij Arcutanov
Jurij Nikolaevič Arcutanov (in russo Юрий Николаевич Арцутанов?; Leningrado, 5 ottobre 1929 – San Pietroburgo, 1º gennaio 2019) è stato un ingegnere russo.

## Biografia
Laureato all'Istituto Tecnologico di Leningrado, è conosciuto soprattutto per essere stato uno dei pionieri dell'idea di ascensore spaziale. Nel 1960 scrisse l’articolo "V kosmos na electrovoze" ("Nello spazio con l'ausilio di un locomotore elettrico"), in cui discusse il concetto di ascensore spaziale come un modo economico, sicuro e conveniente per mandare in orbita un oggetto e facilitare l'esplorazione dello spazio.
Arcutanov si ispirò alle opere di Konstantin Ciolkovskij, che nel 1895 aveva proposto l'idea di costruire una torre orbitale. Il concetto di Arcutanov era invece basato su un satellite geostazionario collegato a terra tramite un cavo. Suggerì di usare il satellite stesso come base su cui fabbricare il cavo, poiché un satellite geosincrono rimane su un punto fisso sull'equatore. In pratica un cavo sarebbe stato calato dal satellite alla superficie della Terra, mentre un contrappeso sarebbe stato esteso in un'orbita più ampia, mantenendo il centro di massa del cavo alla stessa altezza sopra la Terra.
La differenza tra la torre orbitale di Ciolkovskij (soggetta a compressione) e l'insieme satellite + cavo di Arcutanov (soggetto a trazione) sta nel fatto che non è ipotizzabile alcun materiale con una resistenza alla compressione capace di sostenere la struttura di Ciolkovskij, che collasserebbe sotto il suo stesso peso, mentre in futuro potrebbe essere possibile sviluppare un materiale con una resistenza alla trazione adeguata per la struttura di Arcutanov.